# Un autre monde (roman)
Pour les articles homonymes, voir Un autre monde.
Un autre monde est un roman de Michka Assayas paru en 2016.

## Synopsis
Ce roman raconte l'histoire d'un père et de son fils, un adolescent de 16 ans, qui se retrouvent séparés par l'incompréhension. Le père propose alors au fils de monter un groupe de rock.

## Accueil
Hubert Artus pour Lire donne au roman la note de 3 étoiles et qualifie le roman de « saisissant récit de transmission et de rédemption ». Benoît Duteurtre pour Le Figaro en parle comme d'une « histoire tendre et drôle ».